# Крангу Ноу (Васлуј)
Крангу Ноу (рум. Crângu Nou) насеље је у Румунији у округу Васлуј у општини Чокани. Oпштина се налази на надморској висини од 102 m.

## Становништво
Према подацима из 2002. године у насељу је живело 273 становника, од којих су сви румунске националности.